# وأخيرا (مسلسل)
وأخيراً مسلسل لبناني سوري مشترك درامي عرض في رمضان 2023

## قصة العمل
تدور أحداث المسلسل حول (خيال) وهي امرأة تعيش في أجواء شديدة الفقر ولا تحمل أي أوراق إثبات شخصية وتعيش ماضي مليء بالقصص المؤلمة وتقع في حب (ياقوت) السجين السابق الذي يعيش حياة غير مُستقرة، ويتورط مع بعض العصابات في عمليات اختطاف وقتل واتجار بالبشر.

## الممثلون
- نادين نسيب نجيم (خيال)
- قصي خولي (ياقوت)
- منى واصف (والدة ياقوت)
- سعيد سرحان (النقيب رضوان)
- وسام صباغ (شادي)
- وسام فارس (بلال)
- آنجو ريحان (أميرة)
- فيفيان أنطونيوس (عبير)
- كميل سلامة (أبو الدهب)
- برناديت حديب (المدام)
- شادي الصفدي (شفيق)
- جوزيف عقيقي (وديع)
- زينة بارافي (ياسمين)
- جان دكاش (عاصم)
- غنوة محمود (غزل)
- جبريال يمين (د. وحيد)
- فائق حميصي (والد ياقوت)
- وفاء طربيه (صفاء)
- جوزيف ساسين (أبو وديع)
- فيصل أسطواني
- علاء علاء الدين (أبو محرز)
- أسعد حطاب (سليمان)
- أسامة المصري (رشوان)
- عادل شديد
- أحمد درويش
- كميل يوسف (دكتور عمار)
- نتاشا خضرو (مرمر)
- عبدو حكيم
- علي منيمنة (النقاش)
- فرح الدبيات (نجوى)